# Бергвалль, Лукас
Лукас Эрик Хольгер Бергвалль (швед. Lucas Erik Holger Bergvall произношение ['lʉːkas 'bærjːval]; род. 2 февраля 2006, Стокгольм) — шведский футболист, полузащитник английского клуба «Тоттенхэм Хотспур».

## Клубная карьера
Является воспитанником «Броммапойкарны», где прошёл путь от детской команды до основной. Первую игру за взрослый состав клуба провёл 21 ноября 2021 года в матче последнего тура первого дивизиона с «Питео». На следующий сезон уже в Суперэттане, стал чаще выходить на поле в официальных встречах. 4 октября 2022 года забил свой первый мяч за команду, отметившись в компенсированное время поединка с «Эстером». В итоговой турнирной таблице «Броммапойкарна» заняла первое место и вышла в Алльсвенскан.
9 декабря 2022 года вместе со старшим братом перешёл в «Юргорден», заключив контракт, рассчитанный на три года. Первую игру за новый клуб провёл 20 февраля 2023 года в матче группового этапа Кубка Швеции против «Ландскруны». Бергвалль появился на поле в середине второго тайма вместо Густава Викхейма, а в компенсированное время забил гол, установив окончательный счёт (6:1) в пользу своей команды. По итогам турнира «Юргорден» дошёл до полуфинала, где уступил «Хеккену».
2 февраля 2024 года в день своего 18-летия перешёл в «Тоттенхэм Хотспур» за 10 млн евро, но выступать за клуб он начал только с 1 июля 2024 года. Контракт с игроком был подписан до 2029 года. Игроком также интересовались «Барселона» и «Манчестер Юнайтед», но «Тоттенхэм Хотспур» в последний момент перехватил игрока.

## Карьера в сборной
С 2021 по 2022 год выступал за сборную Швеции до 17 лет. Провёл в её составе 8 матчей, в которых забил три мяча. Был капитаном команды. 12 января 2024 года Лукас дебютировал за основную сборную Швеции против сборной Эстонии, где он отыграл 31 минуту.

## Личная жизнь
Его старший брат, Тео, также профессиональный футболист, выступает на позиции защитника.

## Достижения
«Броммапойкарна»
- Победитель Суперэттана: 2022

«Тоттенхэм Хотспур»
- Победитель Лиги Европы УЕФА: 2024/25

## Клубная статистика
| Выступление       | Выступление      | Выступление      | Лига | Лига | Кубки | Кубки | Конт. кубки | Конт. кубки | Итого | Итого |
| Клуб              | Лига             | Сезон            | Игры | Голы | Игры  | Голы  | Игры        | Голы        | Игры  | Голы  |
| ----------------- | ---------------- | ---------------- | ---- | ---- | ----- | ----- | ----------- | ----------- | ----- | ----- |
| Броммапойкарна    | Дивизион 1       | 2021             | 1    | 0    | 0     | 0     | 0           | 0           | 1     | 0     |
| Броммапойкарна    | Суперэттан       | 2022             | 11   | 1    | 1     | 0     | 0           | 0           | 12    | 1     |
| Броммапойкарна    | Итого            | Итого            | 12   | 1    | 1     | 0     | 0           | 0           | 13    | 1     |
| Юргорден          | Алльсвенскан     | 2023             | 25   | 2    | 3     | 1     | 1           | 0           | 29    | 3     |
| Юргорден          | Алльсвенскан     | 2024             | 12   | 3    | 6     | 3     | 0           | 0           | 18    | 6     |
| Юргорден          | Итого            | Итого            | 37   | 5    | 9     | 4     | 1           | 0           | 47    | 9     |
| Тоттенхэм Хотспур | Премьер-лига     | 2024/2025        | 13   | 0    | 3     | 1     | 6           | 0           | 22    | 1     |
| Тоттенхэм Хотспур | Итого            | Итого            | 13   | 0    | 3     | 1     | 6           | 0           | 22    | 1     |
| Всего за карьеру  | Всего за карьеру | Всего за карьеру | 62   | 6    | 13    | 5     | 7           | 0           | 82    | 11    |